# Ossaea asplundii
Ossaea asplundii är en tvåhjärtbladig växtart som beskrevs av John Julius Wurdack. Ossaea asplundii ingår i släktet Ossaea och familjen Melastomataceae.
Artens utbredningsområde är Ecuador. Inga underarter finns listade i Catalogue of Life.